# HMS 인데버

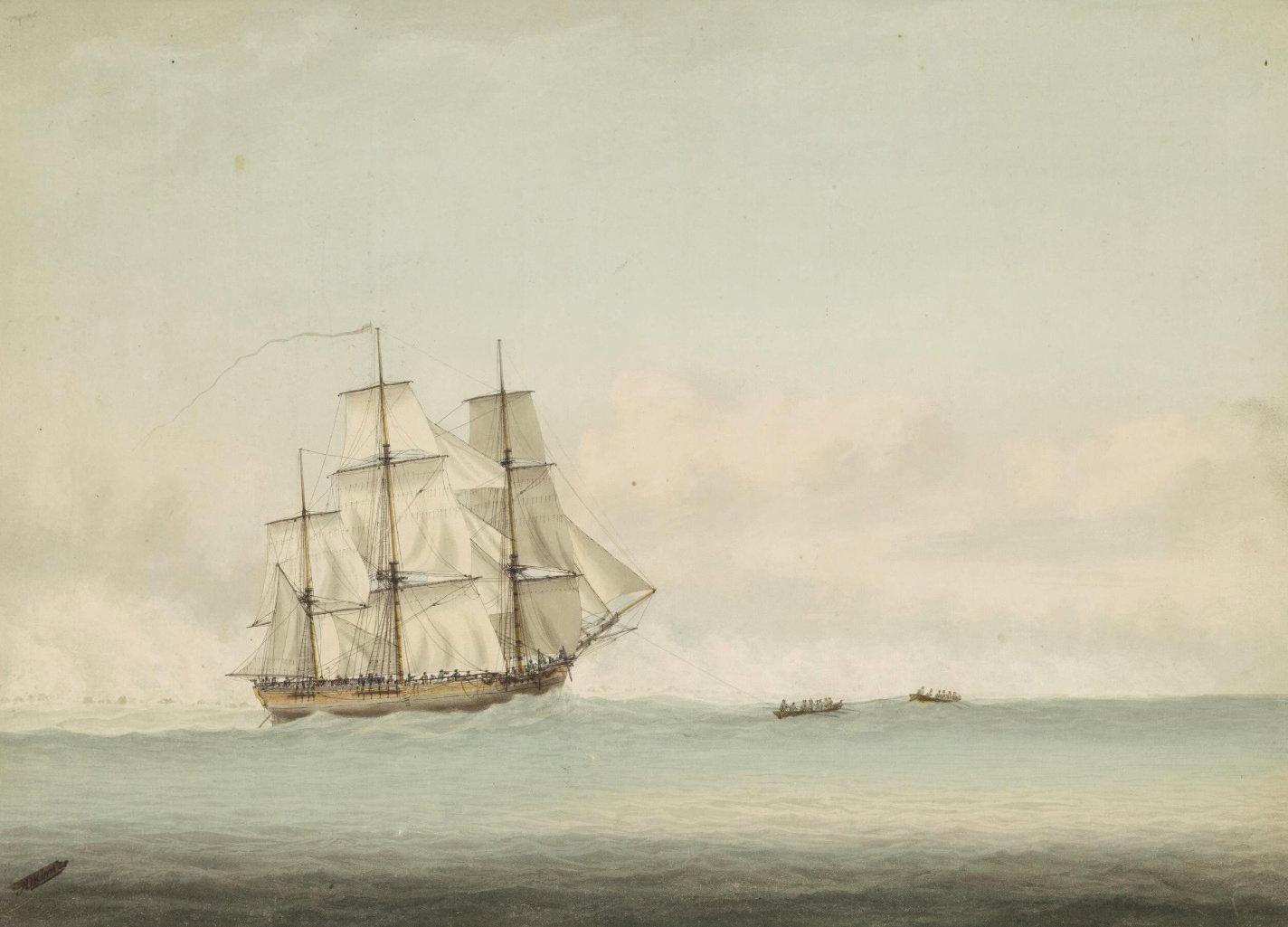
인데버 호

영국 왕의 군함 인데버(HMS Endeavor)는 18세기 영국의 대형 범선이다. 제임스 쿡 대위(후에 해군 대령)가 이 배를 타고 남태평양을 탐사 항해한 선박으로 유명하다. 두 번째, 세 번째 항해한 그 다음 배는 HMS 레절루션(HMS Resolution)이다.

## 개요
인데버 호는 원래는 상업용 석탄 운반선 아트 오브 펨브로크 호로 북요크셔 위토비에서 1768년 처음으로 건조되었다. 인데버 호는 세장 범선으로 적재량 큰 튼튼한 구조였다. 속도는 느리지만, 평평한 배 밑바닥은 얕은 해역을 항해하기에 적합했으며, 석탄 운반 업무에 부합하여 영국 북동 연안을 항행하는 다른 범선뿐만 아니라 석탄 하역을 위해 접안 가능한 구조로 만들어졌다. 길이는 32.3m, 폭은 8.9m, 무게는 397톤이다.
1768년 2월 왕립학회는 국왕 조지 3세에게 남태평양 탐사를 청원했다. 탐사의 목적은 금성 일면통과 관측이었지만 진정한 목적은 쿡을 통해 해군의 추가 명령으로 전달되었다. 즉, 남방대륙 (테라 오스트랄리스, Terra Australis)를 찾아 남태평양을 탐험하는 것이었다. 왕립 협회 청원이 승인되고 해군은 2307 파운드를 들여 새로 만든 배를 구입하여 왕립 학회의 탐사에 충당되었다. 탐사 항해에 적합하도록 1768년에 템즈 강변의 데프트포드에서 선체의 방수 및 셋째 갑판 증축 등 대규모 개조를 하였다. 해군에서는 3장 범선으로 등록하여 해군에 이미 등록되어 다른 인데버 호와 구별하기 위해 3장범선 인데버 호(Endeavor Bark)라고 통칭하였다. 인데버 호는 첫 항해에서 94명의 승무원을 태웠다.
처음에는 왕립협회 알렉산더 다루린풀을 항해의 지휘관으로 추천한 하였지만, 이 다루린풀은 해군 승무원을 통제하기 위해 함장으로 임명해 달라고 요구했다. 그러나 해군 대신 에드워드 호크는 이를 거절했고, 국왕 폐하의 배를 해군이 아닌 자에게 단 한 척이라도 위임 명령에 서명한다면, 자신의 오른손을 자르겠다고 단언하였다. 호크는 그 이전에 비슷한 임명을 한 적이 있었지만, 승무원들이 따르지 않고 실패한 사건을 염두에 두었던 것으로 생각된다.
그래서 뉴펀들랜드 섬과 래브라도의 측량 성과를 올렸던 제임스 쿡을 필립 스테판스가 추천하여 교착 상태는 면하게 되었다. 해군은 권고를 받아들여 1768년 5월 25일 쿡을 해군 대위로 승진시켰다. 그래서 쿡은 계급은 선장(해군 대령 계급)이 되지 못했지만, 배의 지휘관으로서 승무원들에게 당연히 선장이라고 불렸다. 그러나 다루린풀은 결정에 분개했다.
주요 승무원으로 영국의 박물학자 조셉 뱅크스, 뱅크스의 조수인 스웨덴의 다니엘 솔랜더와 핀란드의 헤르만 스포링 주니어, 천체 관측의 책임자인 영국의 천문학자 찰스 그린 등이 꼽힌다.

## 쿡의 항해
인데버 호는 1768년 8월 8일 플리머스를 출항하여, 마데이라 제도를 거쳐 아프리카 서해안을 따라 이동, 대서양을 건너, 남미를 향해 항해하여 1768년 11월 3일에 리오데자네이로에 도착했다. 따라서 혼 곶을 돌아 남태평양에 들어가 타히티로 가서 금성 일면통과 관측을 위해 3개월 동안 그곳에 정박했다.
공식적인 지시는 완수되었고 인데버 호는 남반구를 항해하여 "비밀 임무"에 이어 종사했다. 인데버 호는 타히티에서 뉴질랜드로 건너갔으며, 뉴질랜드에서 방해를 받기는 했지만, 일대 해안 측량을 6개월 동안 지휘했다. 뉴질랜드에서 호주 해안을 향해 서쪽으로 항해하여 1770년 4월 19일 호주 대륙을 발견했다. 4월 29일 현재 커널로 알려진 지점에서 쿡 일행은 호주 대륙에 첫 상륙을 지휘했다. 당초 쿡이 많은 가오리를 보였기 때문에, 그곳을 가오리 만이라 명명했지만, 결국은 식물학자 조지프 뱅크스, 다니엘 솔랜더, 헤르만 스포링에 의해 채집된 많은 고유종을 따서 보타니 만이라고 부르게 되었다.
그 후 4개월 동안 쿡은 호주 연안을 측량했지만, 인데버 호가 그레이트 배리어 리프에서 좌초를 하게 된다.

## 같이 보기
- 인데버 우주왕복선